# Eritroblast
Eritroblást je normalna, nezrela celica eritropoetske vrste, predhodnik eritrocita, ki vsebuje še jedro. Če se razvija normalno, se imenuje normoblast. Nenormalno veliki eritroblasti, ki so značilni za t. i. megaloblastne anemije (npr. perniciozna anemija), se imenujejo megaloblasti. 

## Razvoj
Pri normoblastih razločujemo 4 razvojne stopnje:
Pronormoblast se razvije iz usmerjene matične celice eritroblastne vrste. Jedro zavzema skoraj vso celico in vsebuje eno ali več jedrc. Kromatin je enakomerno mrežast. Citoplazma je modre barve, ob robovih je svetlejša.
Bazofilni normoblast je manjši od pronormblasta, v jedru pa tudi ni več jedrc. Kromatin je gostejši in se združuje v velike grude. Citoplazma je enakomerno modra zaradi velikega števila ribosomov.
Polikromatski normoblast je velikosti od 8 do 15 μm. Citoplazma je vijoličaste barve zaradi večje koncentracije hemoglobina. Jedro je od predhodnika manjše, grude kromatina so manj številne in temnejše barve.
Ortokromatski normoblast (velikost od 7 do 10 μm) ima majhno, homogeno (enojno) in piknotično (gosto) jedro. Barva citoplazme je podobna eritrocitovi. Ta vrsta celice nima več sposobnosti sinteze DNK in s tem tudi ne nadaljnje delitve.
| Prikaz | Opis                                  | Slika |
|        | Pronormoblast                         |       |
|        | Bazofilni normoblast                  |       |
|        | Polikromatski normoblast              |       |
|        | Ortokromatski (acidofilni) normoblast |       |